# Ivan Adriaenssens
Ivan Adriaenssens, né le 21 juin 1969, est un auteur de bande dessinée belge néerlandophone. Également connu sous le nom de plume Ivan Petrus.

## Biographie
Ivan Petrus Adriaenssens naît le 21 juin 1969. Il étudie à l'Académie royale des beaux-arts de Gand avec les frères Luc et Michael Vincent. Il se lance d'abord dans différentes productions d'animation, de télévision et de théâtre, avant de collaborer avec ses anciens camarades pour créer la série de bande dessinée jeunesse Orphanimo!! (nl) pour Standaard Uitgeverij avec laquelle il rencontre son premier succès. Adrianssens collabore également sur des séries de Marc de Bel comme Boeboeks (nl), Pit en Puf et De Kriegels, cette dernière en collaboration avec Stedho. Adriaenssens écrit également les scénarios de la bande dessinée humoristique Caztar pour le dessinateur de Poetzarelli, et de la série de bande dessinée Eigen schuld ?! dont la destinée graphique est confiée à David Bols, publiés à la demande du Centre flamand pour la restructuration de la dette. Par la suite, il collabore à la série De Kiekeboes [« Fanny et Cie »] de Merho. On lui doit 40 bandes dessinées jeunesse.
La Première Guerre mondiale, est celle qui a été la première à être filmée et photographiée, et à laquelle il voue une grande passion. Il collabore à plusieurs ouvrages sur la Grande Guerre pour Lannoo. Il illustre les journaux de guerre de soldats comme Odon van Pevenaege dans Odon, Dagboek Van Een Ijzersoldaat et Maurice Braet — qui conte la vie d'un soldat du génie —, et publie son roman graphique sur la Première Guerre mondiale Afspraak in Nieuwpoort. L'ouvrage connaît une traduction en anglais sous le titre The Newport Gathering en 2011. C'est sous le titre Les Retrouvailles de Nieuport que sort la traduction en français. Basé sur des récits véridiques, il met en scène trois soldats : Raoul Snoeck, le Belge ; Jean-Marie De Blic, le Français, et Thomas Ernest Hulme, l'Anglais qui se retrouvent à Nieuport le 31 octobre en pause pour la soirée après de rudes combats. Ils font la promesse de se retrouver au lieu de la Patte d’Oie dix ans plus tard, en 1924 pour se remémorer les événements passés tout en espérant avoir survécu à la guerre. George Sheldon, un jeune soldat britannique sera le témoin des rencontres à venir. Cette bande dessinée historique lui vaut d'obtenir le prix Saint-Michel de la meilleure bande dessinée d'un auteur néerlandophone l'année suivante. Selon le journaliste Sébastien Moig, membre de l'ACBD « Ivan Petrus dans Les Retrouvailles de Nieuport livre un récit poignant tiré de la vie réelle de quatre soldats ayant pris part à la bataille de l’Yser. […] Un album qui s’achève par un épais carnet documentaire qui confronte la fiction et l’histoire. Un précieux document. ». Il publie son deuxième roman graphique sur le même thème, intitulé : Elsie en Mairi : engelen van Flanders Fields, en 2013. C'est l'histoire d'Elsie Knocker (en) et de Mairi Chisholm (en), deux Britanniques qui aspirent au changement et voient la guerre comme une opportunité. Elles s'engagent comme infirmières et travaillent pendant plus de trois ans sur le front de l'Yser en y réalisant un travail fascinant, jusqu'à leur départ forcé. Elles seront surnommées de engelen van Pervijze (nl) [« Les Anges de Pervyse »] par les soldats.
Il contribue au roman graphique Cher Ami scénarisé par Joost Wynant (nl) et mis en image par Ivan Petrus Adriaenssens, Gustavo Garcia et Roman Klochkov,. Il raconte les histoires absurdes et pourtant vraies de trois animaux emblématiques de cette guerre : Jackie, le babouin sud-africain, Stubby, le Bull Terrier américain, et Jenny, l’éléphante d’Asie, déployée par l’armée allemande,. Le quotidien De Morgen classe l'ouvrage parmi les bandes dessinées les plus marquantes de 2016. À l'occasion de la commémoration du centenaire de l'armistice de 1918, il participe au projet multimédia Cher Ami, mêlant musique du groupe gantois Yuko et films d'animation.
En 2018, il réalise son troisième roman graphique Oorlog in Waregem - De laatste weken van de Groote Oorlog, [« Guerre à Waregem - Les dernières semaines de la Grande Guerre »] à la demande de la ville de Waregem qui dépense 15 000 euros pour ce faire. L'ouvrage, publié par Lannoo, est lié au cimetière américain de Flandre, et se concentre sur l'offensive finale à Waregem en 2017. Il fait l'objet d'une exposition temporaire à l'Hippo.War, le centre d'accueil des visiteurs dédié à la Première Guerre mondiale à Waregem.
Pour Ersel, il réalise la mise en couleur des deux premiers volumes de Legacy en 2019-2020,. Il écrit encore le scénario de Het Vlaams Parlement in rep en roer pour le dessinateur Michael Vincent à l'occasion de la célébration du cinquantième anniversaire du Parlement flamand en 2021.
Il réalise l'adaptation en bande dessinée de Vie et mort dans le séchoir écrit par l'écrivain Stijn Streuvels en 1926, intitulée Het leven en de dood in de ast, publiée en 2025, toujours par le même éditeur.
Ivan Adriaenssens écrit des livres pour enfants. S'il dessine et réalise généralement ses propres projets, il travaille également sur commande dont notamment pour Studio 100 et divers éditeurs.
En 2010, il rend hommage à Jef Nys en contribuant graphiquement à la bande dessinée collective Jommekes Bij De Vleet. La même année, il rend également hommage à Pom dans la bande dessinée collective Avontuur in de 21e Eeuw, au bénéfice des enfants atteints de cancer, ainsi que dans Op het spoor van Pom (nl) l'année suivante. En 2015, il a été l'un des six artistes flamands à dessiner une bande dessinée mettant en scène Bob et Bobette de Willy Vandersteen. Adriaenssens réalise aussi l'histoire Het Naderende Noodlot avec l'acteur et présentateur Staf Coppens (nl). 
Par ailleurs, il réalise aussi le jeu NTR/Ketnet Klein Stappen in een Grote Oorlog [« Petits pas dans la Grande Guerre »].

### Vie privée
Il réside à Markedal en 2018.

## Œuvre

### Filmographie
Sauf indication contraire, les informations mentionnées dans cette section peuvent être confirmées par la base de données cinématographiques IMDb,  présente dans la section « Liens externes ».
- 1991 : Beyond Freedom and Dignity, court métrage, réalisation, montage et scénario
- 1992 : In the Kingdom of the Blind, court métrage de Luc Vincent, montage
- 1994 : Eb & Flo, court métrage de Stefan Vermeulen, direction artistique.
- 1994 : Taxandria, long métrage de  Raoul Servais, équipe d'animation.

### Publications

#### Albums de bande dessinée

##### Romans graphiques en français
- Les Retrouvailles de Nieuport, Lannoo, Tielt, 1 décembre 2011
Scénario et dessin : Ivan Petrus - Couleurs : quadrichromie -  (ISBN 978-90-209-3200-3),traduit en anglais sous le titre : The Nieuport Gathering[24] (ISBN 978-90-209-4362-7).
- Le Dernier Braedy : de Passchendaele à Cambrai[25], Lannoo, Tielt, 14 mars 2017
Scénario et dessin : Ivan Petrus - Couleurs : quadrichromie -  (ISBN 978-94-01-44333-3),Préface : David Fletcher, MBE. Traduit en anglais sous le titre : The last Braedy ; from Passchendaele to Cambrai (ISBN 978-94-014-4334-0).

##### Romans graphiques en néerlandais/anglais
- Elsie en Mairi : Engelen van Flanders Fields, Lannoo, Tielt, 8 octobre 2013
Scénario et dessin : Ivan Petrus Adriaenssens - Couleurs : quadrichromie -  (ISBN 978-94-01-41130-1)
- Cher Ami, Lannoo, Tielt, 20 septembre 2016
Scénario : Joost Wynant - Dessin : Ivan Petrus Adriaenssens, Gustavo Garcia, Roman Klochkov - Couleurs : quadrichromie -  (ISBN 978-94-01-43781-3)
- Oorlog in Waregem - De laatste weken van de Groote Oorlog[17],[26],[27],[28], Lannoo, Tielt, 18 septembre 2018
Scénario et dessin : Ivan Petrus Adriaenssens - Couleurs : quadrichromie -  (ISBN 978-94-01-45666-1),119 p.. Traduit en anglais sous le titre : At Waregem - The Last Weeks of World War One[29] (ISBN 978-94-01-45667-8).
- Het leven en de dood in de ast, Lannoo, Tielt, 2 septembre 2025
Scénario et dessin : Ivan Petrus Adriaenssens - Couleurs : quadrichromie -  (ISBN 978-94-01-49830-2)

#### Collectifs
- 2. Le 9e Parallèle[30],[31], Descases, novembre 2011
Scénario et couleurs : collectif - Dessin : collectif dont Ivan Petrus Adriaenssens -  (ISBN 978-1-470-98448-9),Participation : Caztar avec Poetzarelli aka Luc Poets.
- 3. Le 9e Parallèle[32], Descases, avril 2013
Scénario : collectif dont Ivan Petrus Adriaenssens - Dessin et couleurs : collectif -  (ISBN 978-1-291-39773-4),Participation : Caztar avec Poetzarelli aka Luc Poets.

### Expositions personnelles
- Afspraak in Nieuwpoort, Hôtel de ville, Nieuport, du 8 novembre au 4 décembre 2011[33].

### Prix et récompenses
- 2005 :  prix Saint-Michel de la meilleure bande dessinée d'un auteur néerlandophone pour Orphanimo!! (nl), t. 6 Bye Bye, Kluit! (nl) avec Luc Vincent ;
- 2012 :  prix Saint-Michel[1] de la meilleure bande dessinée d'un auteur néerlandophone pour Afspraak in Nieuwpoort [« Les Retrouvailles de Nieuport »].